# Jacqueline Lovell
Jacqueline Lovell (* 9. Dezember 1974 in Beverly Hills, Los Angeles, Kalifornien) ist eine US-amerikanische Schauspielerin, die vor allem mit Rollen in verschiedenen B-Filmen und Sexfilmen bekannt geworden ist.

## Leben
Lovell begann ihre Tätigkeit 1994 im Filmgeschäft unter der Verwendung des Pseudonyms Sara St. James in verschiedenen Erotik- und Sexfilmproduktionen. Laut eigener Aussage waren ihre Sexszenen die Zeit über simuliert und sie war  selbst nie an Hardcore-Szenen beteiligt. 1995 wirkte sie an drei Folgen der Serie Foxy Fantasies mit und war an neun Filmproduktionen beteiligt.
Über ihre Agentur kam Lovell 1996 in Kontakt zur Filmproduktionsfirma Surrender Cinema, einer damaligen Tochterfirma von Full Moon, dem Filmstudio von Charles Band. Ihre erste kleine Rolle für Surrender hatte sie in dem Film Lektionen der Lust. Charles Band wurde auf sie aufmerksam und schließlich übernahm Lovell ebenfalls 1996 eine Rolle in dem von ihm selbst inszenierten Horrorfilm The Brain. Diesem Film folgten weitere Kooperationen mit Charles Band und seiner Produktionsfirma. So entstand als Nächstes 1997 In Vitro – Angriff der Mutanten. Ebenfalls 1997 war sie in der Erotikfilmreihe Außer Kontrolle zu sehen. 1998 drehte sie mit  Sexy Navy Models erstmals einen Actionfilm. Im Jahr 1999 entstand mit Killer Eye – Experiment des Grauens ihr letzter Film für Full Moon. Band übernahm dieses Mal nicht die Regie.
Lovell heiratete 1999 und nach der Geburt ihres Kindes zog sie sich zu Beginn der 2000er Jahre zunächst aus der Schauspielerei zurück. In den folgenden Jahren war sie in Kleinstrollen zu sehen, u. a. in Fernsehserien wie Criminal Intent – Verbrechen im Visier. 2008 war sie mit einer Rolle in Dead Country  wieder in einer Horrorfilmproduktion zu sehen. Ihr Fokus liegt aber seit einigen Jahren vor allem auf der Arbeit als Double.

## Filmografie (Auswahl)
- 1996: Lektionen der Lust (Virtual Encounters)
- 1996: The Brain
- 1996: Femalien
- 1997: O Lita 2000 (Lolita 2000)
- 1997: In Vitro – Angriff der Mutanten (Hideous!)
- 1997: Außer Kontrolle (Click)
- 1997: Die wilde Reed (A Place Called Truth)
- 1998: Sexy Navy Models (Black Sea 213)
- 1999: Killer Eye – Experiment des Grauens (The Killer Eye)